# 黃宣顯六路大厝
黃宣顯六路大厝是位於中華民國福建省金門縣金沙鎮汶沙里後浦頭聚落的歷史建築，是金門縣縣定古蹟。

## 歷史
黃宣顯家族為金沙望族，在海外貿易中積累了大量財富，父黃允俊曾任地方官，黃宣顯於乾隆五十七年（1792年）興建此大厝，後由於黃氏家族大都下南洋經商，大厝年久失修，民國三十年大厝左護龍屋頂倒塌，民國三十八年國軍入駐金門，有四五十名士兵駐扎此地，拆除門窗作為床板，造成木構大量損毀，民國六十七年（1978年）黃氏家族全部遷往台灣本島，大厝遂荒廢，右護龍成為鐵厰堆放物資的臨時倉庫，民國八十年（1991年）修建水渠，將已倒塌的左護龍拆除，民國九十五年（2006年）金門縣政府將其公告為縣定古蹟。

## 建築
黃宣顯六路大厝面積492平方米，中間的天井隔開前廳和後廳，二十世紀七十年代旅居新加坡的黃宣顯玄孫黃帝善曾捐資新台幣40萬元對大厝的屋頂進行整修，2004年黃氏後人黃卓善等人集資對大厝的右櫸頭用鐵皮加固，部分墻面改為混凝土，2013年金門縣文化局募資1629萬元對黃宣顯六路大厝進行修繕，2016年沙美地區已故中醫卓傳銘的後人卓播儒返鄉開設中醫診所，黃家遂將黃宣顯六路大厝出租予卓播儒作為“泉安堂”中醫診所。2019年12月18日，黃宣顯六路大厝獲中華民國文化部評定為古蹟歷史建築紀念建築管理維護優良古蹟。